# 同济大学附属口腔医院
同济大学附属口腔医院是位於中華人民共和國上海市靜安區延长中路的一家口腔专科医院，也是上海市唯一一所三级口腔专科医院。

## 歷史
醫院成立于1987年。2007年l1月6日，同济大学附属口腔医改建工程竣工。2020年4月14日，同济大学与上海申康医院发展中心签约，合作建设同济大学附属口腔医院。